# Hexatoma (Eriocera) aetherea
Hexatoma (Eriocera) aetherea is een tweevleugelige uit de familie steltmuggen (Limoniidae). De soort komt voor in het Neotropisch gebied.